# Cugino & cugino
Cugino & cugino è stata una serie televisiva italiana, trasmessa in prima visione su Rai 1 nel 2011.
I dodici episodi della serie vennero accorpati in sei serate. La serie non venne rinnovata per una seconda stagione.

## Trama
Filippo (Giulio Scarpati) è un educatore carcerario. Il suo di certo non è un lavoro facile, considerando anche che è vedovo e si prende cura da solo del figlio Marco. A complicare la cosa viene a Roma l'invadente cugino di Filippo, Carmelo (Nino Frassica). Carmelo aveva un ristorante in Sicilia, sostituito con un fast food, e il cuoco per riscattarsi finanziariamente ha truffato l'INPS per dodicimila euro presi dalla pensione della madre morta.
Con un fondo di ironia, vengono illustrate le varie vicende di Filippo, il cui scopo è quello di aiutare anche in casa, con la domestica Jasmina; le vicende del piccolo Marco; le vicende del carcere, nel quale i detenuti non daranno pochi problemi. Filippo è però aiutato anche dalla dottoressa Monica (Euridice Axen), il nuovo magistrato e da Eleonora (Denny Méndez) madre di Margherita, un'amica di Marco.

## Produzione
La fiction è girata a Roma ed è diretta da Vittorio Sindoni, con la produzione esecutiva di Enzo Giulioli e Luciano Giotti.
Nata da un'idea dello stesso regista, la serie ha segnato il debutto di Gabriele Caprio sullo schermo.
È stata realizzata da LDM Comunicazione in coproduzione con Rai Fiction.

## Episodi
| nº | Titolo                                         | Prima TV         |
| -- | ---------------------------------------------- | ---------------- |
| 1  | Cugini e segreti                               | 22 febbraio 2011 |
| 2  | Benvenuto zio Carmelo                          | 22 febbraio 2011 |
| 3  | L'attorcuoco                                   | 24 febbraio 2011 |
| 4  | Alla ricerca di Tris                           | 24 febbraio 2011 |
| 5  | Dove si dorme in tre si può dormire in quattro | 1º marzo 2011    |
| 6  | Sono innocente!                                | 1º marzo 2011    |
| 7  | Artisti per caso                               | 8 marzo 2011     |
| 8  | Il tesoretto                                   | 8 marzo 2011     |
| 9  | Offresi cuoco disperatamente                   | 15 marzo 2011    |
| 10 | Prigionieri di un sogno                        | 15 marzo 2011    |
| 11 | Salvate Khadija                                | 22 marzo 2011    |
| 12 | Cugini per sempre                              | 22 marzo 2011    |

## Personaggi principali
- Filippo Raimondi (Giulio Scarpati): Educatore carcerario. Vive a Roma, è vedovo e ha un figlio di 8 anni, Marco. Oltre a gestirsi tra il lavoro e il figlio cerca di aiutare i detenuti nei loro problemi affinché una volta pagato il loro debito con la società possano iniziare una nuova vita.
- Carmelo Mancuso (Nino Frassica): Cuoco siciliano esuberante, impiccione e simpatico. Piomba in casa di Filippo sconvolgendogli la vita. Viene da Galatieri.
- Vittoria (Monica Dugo): È la sorella della defunta moglie di Filippo, vive a casa con lui per aiutarlo con Marco. Durante la prima puntata incontra Carmelo alla stazione mentre sta partendo per il Labrador per raggiungere il fidanzato che ha avuto un incidente. Nell'ultima puntata i due si sposano e Filippo, Carmelo e Marco partecipano al matrimonio tramite videochat.
- Monica Fontana (Euridice Axen): Magistrato di sorveglianza. Donna indipendente, determinata e corteggiata da Filippo. I due provano ad avere una relazione ma la differenza di carattere e di punti di vista fa capire loro che è meglio restare amici e colleghi.
- Franck (Gennaro Cannavacciuolo):detenuto, ex ballerino, che organizza la creazione di un musical coinvolgendo gli altri detenuti, dando loro modo di scoprire una nuova forma di arte, di esprimerti e di ottenere un permesso speciale per andare in scena.
- Eleonora Muñez (Denny Méndez): Mamma di Margherita, compagna di scuola di Marco.
- Anna Fissore (Edy Angelillo): Vicina di casa di Filippo.
- Marco Raimondi (Gabriele Caprio): Figlio di Filippo. Bambino sveglio, gentile che si affeziona subito allo zio siciliano.
- Margherita (Pierpaola Janvier): Amica e compagna di scuola di Marco.